# Leonid Pasetsjnik
Leonid Ivanovitsj Pasetsjnik (Russisch: Леони́д Ива́нович Па́сечник, Oekraïens: Леонід Іванович Пасічник) (Vorosjilovgrad, 15 maart 1970) is het waarnemend hoofd van de Federale Republiek Loehansk.

## Biografie
Pasetsjnik studeerde af aan het Militair-Politieke College van Donetsk en werkte voor de Veiligheidsdienst van Oekraïne in de oblast Loehansk als chef van de afdeling die smokkeloperaties bestreed. In 2014 koos hij de zijde van pro-Russische opstandelingen en werd op 9 oktober 2014 minister van Staatsveiligheid voor de zelfverklaarde Volksrepubliek Loegansk. In november 2017 volgde hij de afgezette Igor Plotnitski tijdelijk op als leider van de Volksrepubliek Loegansk. Hij werd in deze positie gekozen bij verkiezingen in november 2018.
Op 6 december 2021 werd Pasetsjnik lid van de Russische regeringspartij Verenigd Rusland.
Op 5 oktober 2022 werd de zelfverklaarde Volksrepubliek Loehansk formeel opgenomen in de Russische Federatie als een federale republiek, na een omstreden referendum onder Russische bezetting. Deze eenzijdige annexatie werd internationaal veroordeeld en niet erkend.

## Sancties
In februari 2022 werd Pasetsjnik toegevoegd aan de sanctielijst van de Europese Unie omdat hij "verantwoordelijk is voor het actief ondersteunen en uitvoeren van acties en beleid die de territoriale integriteit, soevereiniteit en onafhankelijkheid van Oekraïne ondermijnen en bedreigen, evenals de stabiliteit en veiligheid in Oekraïne".